# Baltazar z Promnic
Baltazar z Promnic (1488? Lasocin (Lubušské vojvodství]) – 20. ledna 1562 Nisa) byl od roku 1539 vratislavský biskup a od roku 1540 slezský zemský hejtman.

## Životopis
Baltazar se narodil jako druhý syn Kašpara z Promnic. Po studiu na Wittenberské univerzitě, kde získal licenciát z práva se dal na církevní dráhu. Roku 1534 se stal proboštem u svatého Kříže ve Vratislavi a o čtyři roky později arcijáhnem vratislavské katedrály.
Po smrti biskupa Jakuba ze Salzy zvolila kapitula Baltazara z Promnic jeho nástupcem. Společně s biskupským stolcem získal také pozici slezského zemského hejtmana. V otázkách víry byl Baltazar značně benevolentní a proto mohli být s jeho zvolením spokojení i slezští protestanti.
V roce 1548 zakoupil od magnáta Jana Thurza zámek a panství Pszczyna.
Baltazar z Promnic zemřel 20. ledna 1562 a jeho ostatky jsou uloženy v renesančním mramorovém sarkofágu v bazilice svatého Jakuba v Nise.